# Fiona Ferro
Fiona Ferro (ur. 12 marca 1997 w Libramont-Chevigny w Belgii) – francuska tenisistka, medalistka igrzysk śródziemnomorskich.

## Kariera tenisowa
Jest córką Francuza pochodzenia włoskiego i Belgijki. Rozpoczęła treningi tenisowe, gdyż w tenisa grali już jej bracia. W swojej karierze zwyciężyła w sześciu singlowych i jednym deblowym turnieju rangi ITF. Najwyżej w rankingu WTA Tour w singlu sklasyfikowana była na 39. miejscu (8 marca 2021) i w deblu na 257. miejscu (17 maja 2021). W 2014 roku zadebiutowała w turnieju Wielkiego Szlema podczas French Open.

## Historia występów wielkoszlemowych
Legenda
     W, wygrany turniej
     F, przegrana w finale
     SF, przegrana w półfinale
     QF, przegrana w ćwierćfinale
     xR, przegrana w x rundzie
     Qx, przegrana w x rundzie kwalifikacji
     A, brak startu
     NH, turniej nie odbył się

### Występy w grze pojedynczej
| Australian Open        | A | A   | A   | A   | A   | A   | A   | 1R | 2R | 3R  | 1R  | A   | 1R | 0 / 5  | 3 – 5   |  |  |  |  |  |  |  |  |  |  |  |  |
| French Open            | A | A   | 1R  | 1R  | Q3  | 1R  | 2R  | 1R | 4R | 2R  | 1R  | 1R  |    | 0 / 9  | 5 – 9   |  |  |  |  |  |  |  |  |  |  |  |  |
| Wimbledon              | A | A   | A   | A   | A   | A   | A   | 1R | NH | 1R  | Q3  | A   |    | 0 / 2  | 0 – 2   |  |  |  |  |  |  |  |  |  |  |  |  |
| US Open                | A | A   | Q1  | A   | A   | A   | Q2  | 3R | A  | 2R  | Q1  | 1R  |    | 0 / 3  | 3 – 3   |  |  |  |  |  |  |  |  |  |  |  |  |
|                        |   |     |     |     |     |     |     |    |    |     |     |     |    |        |         |  |  |  |  |  |  |  |  |  |  |  |  |
| Ranking na koniec roku | – | 557 | 367 | 261 | 235 | 325 | 102 | 63 | 42 | 103 | 417 | 161 |    | 0 / 19 | 11 – 19 |  |  |  |  |  |  |  |  |  |  |  |  |

### Występy w grze podwójnej
| Australian Open        | A | A | A | A | A   | A   | A   | A   | 1R  | 1R  | A | A   | A | 0 / 2 | 0 – 2 |  |  |  |  |  |  |  |  |  |  |  |  |
| French Open            | A | A | A | A | 1R  | 1R  | 1R  | 3R  | A   | A   | A | 1R  |   | 0 / 5 | 2 – 5 |  |  |  |  |  |  |  |  |  |  |  |  |
| Wimbledon              | A | A | A | A | A   | A   | A   | A   | NH  | A   | A | A   |   | 0 / 0 | 0 – 0 |  |  |  |  |  |  |  |  |  |  |  |  |
| US Open                | A | A | A | A | A   | A   | A   | 1R  | A   | 2R  | A | A   |   | 0 / 2 | 1 – 2 |  |  |  |  |  |  |  |  |  |  |  |  |
|                        |   |   |   |   |     |     |     |     |     |     |   |     |   |       |       |  |  |  |  |  |  |  |  |  |  |  |  |
| Ranking na koniec roku | – | – | – | – | 398 | 601 | 610 | 284 | 295 | 415 | – | 440 |   | 0 / 9 | 3 – 9 |  |  |  |  |  |  |  |  |  |  |  |  |

### Występy w grze mieszanej
Fiona Ferro nigdy nie startowała w rozgrywkach gry mieszanej podczas turniejów wielkoszlemowych.

## Finały turniejów WTA
| Legenda                     | Legenda |
| --------------------------- | ------- |
| Wielki Szlem                |         |
| Igrzyska olimpijskie        |         |
| WTA Tour Championships      |         |
| 2009 – 2020                 |         |
| WTA Premier Mandatory       |         |
| WTA Premier 5               |         |
| WTA Premier                 |         |
| WTA International Series    |         |
| WTA 125K series (2012–2020) |         |

### Gra pojedyncza 2 (2–0)
| Końcowy wynik | Nr | Data            | Turniej | Nawierzchnia | Przeciwniczka   | Wynik finału  |
| ------------- | -- | --------------- | ------- | ------------ | --------------- | ------------- |
| Zwyciężczyni  | 1. | 21 lipca 2019   | Lozanna | Ceglana      | Alizé Cornet    | 6:1, 2:6, 6:1 |
| Zwyciężczyni  | 2. | 9 sierpnia 2020 | Palermo | Ceglana      | Anett Kontaveit | 6:2, 7:5      |

## Wygrane turnieje rangi ITF
| turnieje z pulą nagród 100 000 $ |
| turnieje z pulą nagród 80 000 $  |
| turnieje z pulą nagród 60 000 $  |
| turnieje z pulą nagród 25 000 $  |
| turnieje z pulą nagród 15 000 $  |
| turnieje z pulą nagród 10 000 $  |

### Gra pojedyncza
|    | Data       | Turniej     | Nawierzchnia  | Finalistka        | Wynik               |
| 1. | 11/02/2018 | Grenoble    | twarda (hala) | Eleonora Molinaro | 6:4, 6(5):7, 7:6(3) |
| 2. | 17/06/2018 | Padwa       | ziemna        | Ludmiła Samsonowa | 7:5, 6:3            |
| 3. | 24/06/2018 | Montpellier | ziemna        | Catalina Pella    | 6:4, 6:3            |
| 4. | 22/07/2018 | Ołomuniec   | ziemna        | Karolína Muchová  | 6:4, 6:4            |
| 5. | 05/02/2023 | Monastyr    | twarda        | Valentina Ryser   | 6:1, 6:0            |
| 6. | 18/06/2023 | Biarritz    | ziemna        | İpek Öz           | 7:5, 6:3            |

## Występy w igrzyskach olimpijskich

### Gra pojedyncza
| Runda                                                                   | Przeciwniczka                  | Wynik         |
| ----------------------------------------------------------------------- | ------------------------------ | ------------- |
|                                                                         |                                |               |
| Letnie Igrzyska Olimpijskie w Tokio 2020, reprezentując państwo Francja |                                |               |
| I runda                                                                 | Łotwa: Anastasija Sevastova    | 2:6, 6:4, 6:2 |
| II runda                                                                | Hiszpania: Sara Sorribes Tormo | 1:6, 4:6      |

### Gra podwójna
| Runda                                                                   | Partnerka    | Przeciwniczki                                             | Wynik    |
| ----------------------------------------------------------------------- | ------------ | --------------------------------------------------------- | -------- |
|                                                                         |              |                                                           |          |
| Letnie Igrzyska Olimpijskie w Tokio 2020, reprezentując państwo Francja |              |                                                           |          |
| I runda                                                                 | Alizé Cornet | Ukraina: Elina Switolina / Dajana Jastremśka              | 6:4, 6:2 |
| II runda                                                                | Alizé Cornet | Stany Zjednoczone: Bethanie Mattek-Sands / Jessica Pegula | 1:6, 4:6 |

### Gra mieszana
| Runda                                                                   | Partner               | Przeciwnicy                        | Wynik       |
| ----------------------------------------------------------------------- | --------------------- | ---------------------------------- | ----------- |
|                                                                         |                       |                                    |             |
| Letnie Igrzyska Olimpijskie w Tokio 2020, reprezentując państwo Francja |                       |                                    |             |
| I runda                                                                 | Pierre-Hugues Herbert | Polska: Iga Świątek / Łukasz Kubot | 3:6, 6:7(3) |